# Constantino Tessaracontápequis
Constantino Tessaracontápequis (em grego: Κωνσταντῖνος Τεσσαρακοντάπηχυς; romaniz.: Constantinos Tessarakontápechys) foi um governador militar bizantino (estratego) do Tema do Peloponeso. É registrado na história de Genésio como estando em ofício quando, em algum momento durante o reinado do imperador Leão VI, o Sábio (r. 886–912), o emir de Creta, Abu Abedalá, sofreu um naufrágio na costa do Peloponeso e foi levado prisioneiro quando alcançou a costa.